# Алешандре Велтер
Алешандре Велтер (порт. Alexandre Welter, 30 червня 1953) — бразильський яхтсмен.
Олімпійський чемпіон 1980 року в класі Торнадо.